# Zgon na pogrzebie (film 2010)
Zgon na pogrzebie – amerykańska komedia z 2010 roku w reżyserii Neila LaBute, z udziałem gwiazdorskiej obsady. Film jest remakiem brytyjskiego filmu z 2007 r. pod tym samym tytułem.

## Fabuła
Opowieść o zjeździe pewnej dysfunkcyjnej rodziny, której członkowie spotykają się na pogrzebie seniora rodu. W uroczystości bierze też udział mężczyzna, który domaga się pieniędzy za utrzymanie w tajemnicy wielkiego sekretu zmarłego. Synowie zmarłego robią wszystko, aby tajemnica nie wyszła na jaw. Okazuje się jednak, że sprawy się komplikują, a spokojna uroczystość zmienia się w katastrofę.

## Obsada
- Chris Rock jako Aaron Barnes
- Martin Lawrence jako Ryan Barnes
- Regina Hall jako Michelle Barnes
- Tracy Morgan jako Norman
- Zoe Saldaña jako Elaine Barnes
- James Marsden jako Oscar
- Columbus Short jako Jeff Barnes
- Loretta Devine jako Cynthia Barnes
- Ron Glass jako Duncan Barnes
- Keith David jako Reverend Davis
- Danny Glover jako Uncle Russell
- Luke Wilson jako Derek
- Kevin Hart jako Brian
- Peter Dinklage jako Frank Lovett
- Mankie Mohete jako Chaple Berg
- Regine Nehy jako Martina